# MG 151机炮
MG 151 (MG151/15)机炮是一种由毛瑟兵工厂在1940研制的15mm口径机炮。该型机炮的1941年改型 MG 151/20 20mm机炮作为主要武器被广泛应用于二战时纳粹德国空军的多种战斗机、战斗轰炸机、夜间战斗机、攻击机以及轰炸机上。二战时意大利空军也在“5系列”战斗机上安装了MG 151/20机炮。

## 历史(MG 151/20)
德国空军（LW）直至使用13mm的MG 131重機槍时，机枪火力与美国空军（USAF）大量使用的12.7mm的白朗寧M2重機槍性能难分仲伯。随战事发展，美国采取加装更多的0.5寸重机枪提高火力，从2门增至4门至6门，甚至有安装8门M2的P-47戰鬥機版本。德国因金属原材料资源短缺，则在继续增加机枪口径的同时，走上了以“高爆弹”提升火力，而主机枪（炮）基本数量维持3门（德国直列引擎螺旋桨战机一直在发动机空心主轴内加装1门主炮）不变的道路；战争末期的喷气式Me 262甚至以4至6门MG 151/20为主武器，或改用2至4门30毫米MK 108为主武器，或2门30毫米高膛压的MK 103为主武器。
最初MG 151/15机枪作为主要武器安装在BF-109F-2上，因枪弹大型化，得以出现15mm高爆弹，但此时高爆弹先采用钢坯锻制，后车削加工而成，因弹体容积有限，加工又过于复杂，较15mm动能弹威力提升有限，且不能大量装备。
随战机和轰炸机愈发大型化，英国皇家空军（RAF）在经过仔细考察后，决定跳过12.7mm/13mm/15mm口径，率先在其“飓风”和“喷火”战斗机上批量安装由瑞士厄利孔FF S发展而来的西斯潘諾20mm机炮。MG 151/15即便是有2.8克装药的15毫米高爆弹药也渐显力不从心，毛瑟公司遂在自家MG 151/15的基础上，将火炮与弹药一并全面改良，发展出MG 151/20机炮，很快就成为Bf-109F-4战斗机的标准配置。直至MG 151/20机炮的位置被“莱茵金属公司”的30mmMK-108航空机炮取代，而莱茵金属公司仍沿用了毛瑟高爆弹的基础设计。
因MG 151/15机枪已大量装备德国空军，毛瑟对火力的升级煞费苦心。MG 151/20机炮以低成本，将提升火力并兼顾大批量生产的“高爆弹”在德国空军迅速普及，尽管弹头中的高爆装填导致了炮口初速下降，但事实证明以初速换高爆装药是划算的。
在设计MG 151/20弹体的几何尺寸时，毛瑟采用了相对简便的工艺，仅将MG 151/15的药筒颈部增大至20mm弹头的直径（与MG-FF机炮可通用弹头），并将药筒长度缩短使这两种口径弹药达到相同长度。此举简化了将MG 151/15改装成MG 151/20的工序（仅需更换枪管后做略微调整），但此举也导致枪口初速从900m/s降低到800m/s，不过如果和MG FF相比，MG 151的枪口初速也算得到显著提高，从而使MG 151的弹道特性更好、命中率更高、射程更远。
毛瑟对20mm弹药的生产工艺也进行了优化，并没用沿用MG-FF的弹头设计。制造方面MG 151/20的20X82mm毛瑟弹使用与后来Mk 108的30X91mm毛瑟弹相同的高爆弹头制造工艺；弹头不再是金属切削而成，而是使用高强钢深冲压成薄壁试管型，装药后再在管口压入与炮管同口径的，集成了前弹带的引信；因此弹头是锥帽管身圆底，而非通常的流线型活塞底。这种工艺使得高爆弹头金属用量减少为75克仅为130克MG FF动能弹头的约一半，却可容下18.6克高爆装药或燃烧剂为英国版西斯潘諾20mm高爆弹6克装药的3倍，并且大幅降低了制造成本，提高了生产效率。
新的20mm高爆/燃烧弹药在作战中表现良好，据统计：除了类似B-17空中堡垒和兰开斯特之类的重型轰炸机以外，平均一般只需要命中18至20发MG 151/20mm弹药就可以击落一架4引擎飞机，对于单引擎战斗机只需要4发命中，而对于B-17则需要命中25发才可击落。随着新的MG 151/20mm版本逐渐服役，在1942年时MG 151/15mm版本全部被升级为20mm版本。但随着盟军轰炸机的大型化，20mm毛瑟弹也渐显疲态，后德国空军在众多新式机载武器中选中了中压速射的MK 108，能以650发/分钟的高射速泼洒被称为“飞雷/Minengeschoss”的30mm高爆弹头（330克，其中装药85克，相当于半枚在中国广泛使用和仿制的M24木柄手榴弹），兼顾空战和拦截轰炸机，并大量换装直至战争结束。
因德国空军将毛瑟式高爆弹作为其主要弹种（英美主要使用动能弹），并且将机炮集中靠近机身轴线配置，包括发动机同轴的一门、翼根的两门（有时还加上机鼻的两门）通过协调器穿过螺旋桨扇面发射（英美将机枪、炮配置在螺旋桨扇面外的翼中），强大且集中的火力成为一批击坠数上百的王牌飞行员手中的利器。
1943年8月，800门MG 151/20机炮由潜艇运入日本，后被安装在388架日本陆军航空队的Ki-61式战斗机上。
MG 151/20机炮也被安装在意大利空军的马基MC-205、菲亚特G.55战斗机和雷贾尼Re.2005战斗机上。

### 战后应用
二战后，大量缴获的和拆解的MG 151/20机炮被许多国家获得并安装在本国的战斗机上。法国空军和法国陆军航空队对MG 151/20机炮进行了改装并安装在H-21C型攻击/运输直升机和HSS-1直升机上作为舱门机枪使用。法国制MG 151/20机炮也出口到葡萄牙、罗德西亚和南非并安装在云雀III型直升机上。

## MG 151/15 性能参数
- 类型：单管机炮
- 口径：15x96mm
- 操作原理：后座作用（枪管短后座）
- 长度: 1916 mm
- 枪管长度：1254 mm
- 膛线：8根右旋膛线16英寸长度旋转一周
- 全重：38.1公斤 (84磅)
- 射速：740发/分钟
- 有效射程：1000米
- 枪口初速：960m/s(HE-T, HEI-T)；850m/s (AP-T)；1030m/s AP(WC)
- 弹丸种类：
  - 穿甲弹药 重72g
  - 白磷穿甲燃烧弹药 重52g
  - 高爆弹药 重57g其中高爆装药：2.8g

## MG 151/20性能参数
MG 151/20机炮共有两个版本，一种为传统的击锤击发，另一种为电击发。MG 151/20使用的20mm弹药中有部分带有定时自毁和（或）曳光功能。MG 151/20可使用多种高爆弹药，其中包括填充有季戊四醇四硝酸酯的标准高爆弹、填充黑索金和铝粉的HA41高爆弹和高压装药的XM高爆弹。
- 类型：单管机炮
- 口径：20×82mm
- 操作原理：后座作用（枪管短后座）
- 全长：1766mm
- 枪管长：1104mm
- 膛线：23英寸旋转一周
- 全重：42.7kg
- 射速：750发/分钟
- 有效射程
- 枪口初速：805m/s(M-Geschoss弹药); 705m/s (HE-T, AP弹药)
- Round types:

## 20mm弹药性能参数
| 弹药名称   | 德语名称                                              | 英文简写 | 弹丸质量[g] | 装药[g]                                                | 枪口初速[m/s] | 描述                                                                                    |
| ---------- | ----------------------------------------------------- | -------- | ----------- | ------------------------------------------------------ | ------------- | --------------------------------------------------------------------------------------- |
| 高爆燃烧弹 | Brandsprenggranatpatrone 151 mit L'spur ohne Zerleger | HEI-T    | 113         | 2.3 g 高爆炸药（四硝季戊四醇）+ 2.1g燃烧剂（镁铝合金） | 705           | 弹头引信；曳光弹；无自毁                                                                |
| 燃烧弹     | Brandgranatpatrone 151                                | INCEN    | 117         | 6.6至7.3 g燃烧剂（硝酸钡+铝粉+镁粉）                   | ?             | 弹头引信                                                                                |
| 高爆弹     | Minengeschosspatrone 151 ohne L'Spur                  | HE       | 95          | 18.6g高爆炸药（四硝季戊四醇）                          | 805           | 弹头引信；无曳光弹                                                                      |
| 穿甲弹     | Panzergranatpatrone 151 mit L'spur ohne Zerleger      | AP-T     | 117         | 无装药（弹头填充酚醛树脂）                             | 705           | 无引信；曳光弹；无自毁 60°入射角，100m距离，钢板穿深13mm                                |
| 高爆穿甲弹 | Panzersprenggranatpatrone 151                         | APHE     | 115         | 4g高爆炸药（四硝季戊四醇）                             | ?             | 穿深5mm处引爆                                                                           |
| 穿甲燃烧弹 | Panzerbrandgranatpatrone (Phosphor) 151 ohne Zerleger | API      | 115         | 3.6g燃烧剂（白磷）                                     | 720           | 无引信；无自毁 穿深3至15mm钢板                                                          |
| 穿甲燃烧弹 | Panzerbrandgranatpatrone (Elektron) 151 ohne Zerleger | API      | 117         | 6.2g燃烧剂（铝镁合金）                                 | 695           | 用于扫射无装甲船只的特制弹药，无自毁；75°入射角，100m距离上，穿深15mm钢板 穿深4mm处引爆 |

## 使用國家
- 德意志國
- 芬兰
- 日本
- 羅德西亞
- 南非
- 意大利
- 意大利社會共和國

## 参照
1. ↑  Second Generation Bf-109s / Unusual Variants （页面存档备份，存于）. Retrieved on 2009-06-05.
2. ↑  Ki-61 survey （页面存档备份，存于）. Retrieved on 2009-06-04.